# Max Baldry
Maxim Alexander "Max" Baldry (n. 5 ianuarie 1996) este un actor englez cunoascut pentru rolul Stepan din filmul Vacanța lui Mr. Bean. A mai jucat și în The Little Polar Bear 2:The Mysterious Island în 2005 unde a interpretat vocea lui Chucho, în serialul  televizat "Rome", episoadele "A Necessary Fiction"; "Deus Impeditio Esuritori Nullus" și "De Patre Vostro" unde a interpretat rolul lui Caesarion, fiul lui Iulius Cezar și Cleopatra.
Deși Baldry s-a născut la Londra, datorită serviciului tatălui său a crescut la Moscova și Varșovia, unde a frecventat școala; se întoarce în Londra în 2003. Astfel Baldry vorbește fluent engleza și rusa. A frecventat școala Gayhurst, o școală prestigioasă din Buckinghamshire. Max a practicat dansul, cântatul și lecțiile de actorie la școala de teatru Jackie Plamer. Părinții lui sunt Simon Baldry si Carina Baldry.